# Górki-Izabelin
Górki-Izabelin (dawn. Górki Wodziczyńskie) – wieś w Polsce położona w województwie mazowieckim, w powiecie grójeckim, w gminie Mogielnica.
Od 1 lipca 1922 do 1954 w granicach miasta Mogielnicy. W latach 1975–1998 miejscowość administracyjnie należała do województwa radomskiego.
Na terenie wsi znajduje się nieczynna stacja kolejowa Mogielnica z układem bocznic i torów mijankowych i niegdyś dużymi magazynami GS. 
Przez wieś przebiega droga wojewódzka 728.